# Pirateria nei Caraibi

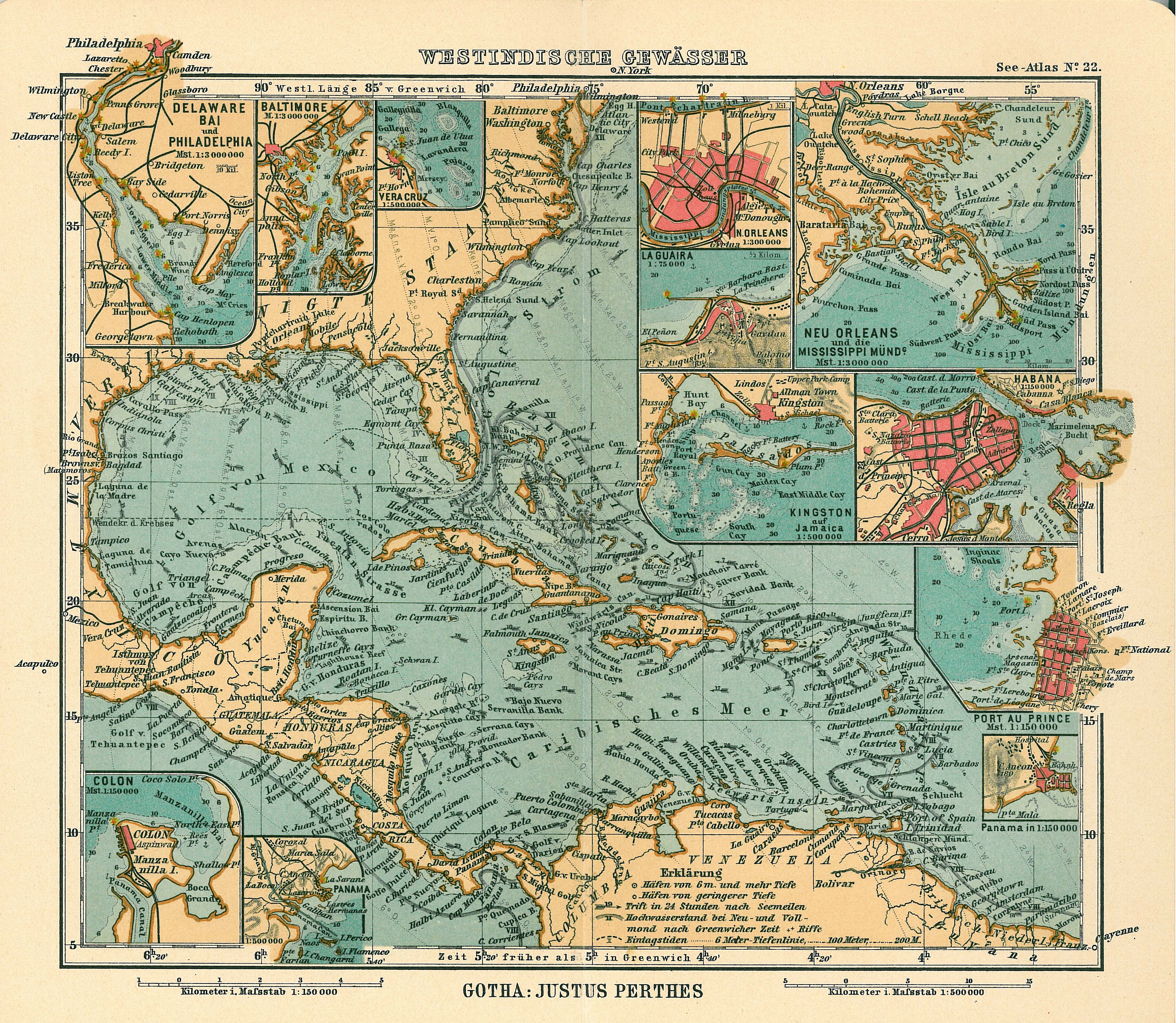
L'America Centrale e i Caraibi

La grande età della pirateria nei Caraibi ebbe inizio intorno al 1560 e si concluse verso il 1720, non appena le nazioni dell'Europa Occidentale che possedevano colonie nelle Americhe cominciarono ad esercitare più controllo lungo le vie commerciali marittime del Nuovo Continente. Il periodo durante il quale i pirati ebbero più successo durò dal 1640 fino al 1680. La pirateria prosperò nei Caraibi grazie soprattutto ai porti inglesi come Nelson's Dockyard, Port Royal, Antigua, e i porti di Barbados.

## Colonie
I Caraibi diventarono delle colonie spagnole in seguito alla stipulazione del Trattato di Tordesillas del 7 giugno 1494 che divise il mondo al di fuori dell'Europa in un duopolio esclusivo tra l'Impero spagnolo e l'Impero portoghese lungo il meridiano nord-sud, 370 leghe (1.770 km) ad ovest delle Isole di Capo Verde, corrispondenti approssimativamente a 46° 37' O.
Questo consentì alla Spagna il controllo delle Americhe, una posizione che gli spagnoli rinforzarono grazie ad una bolla papale. Diventati quindi pienamente di diritto colonie, i Caraibi furono presto popolati da sfollati europei e da carcerati mandati a costruire le nuove strutture nelle isole.

## Le cause della pirateria
La pirateria nei Caraibi si sviluppò dall'azione reciproca di grandi movimenti commerciali durante gli inizi dell'Età Moderna. I Caraibi erano diventati un importante centro per il commercio e la colonizzazione europea subito dopo la scoperta del Nuovo Mondo da parte di Colombo, nel 1492.
Era da quelle isole, situate in una posizione strategica, che passavano le merci provenienti dalla terraferma su cui gli stabilimenti-chiave erano Cartagena (nell'attuale Colombia), Portobelo e Panama, entrambe sull'istmo, Santiago (sulla costa sud-orientale di Cuba) e Santo Domingo, sull'isola di Hispaniola.
Nel XVI secolo, gli spagnoli cominciarono ad estrarre ingenti quantità di argento dalle miniere di Zacatecas nella Nuova Spagna (Messico) e Potosí in Perù (attualmente nei confini boliviani).
Gli enormi bastimenti spagnoli, che trasportavano l'argento dal Nuovo Mondo al Vecchio, invogliarono centinaia di persone a intraprendere la pirateria.

## Inghilterra
L'Inghilterra agli inizi del '600 era appena riuscita a unire tutta l'isola sotto il suo dominio, sconfiggendo gli scozzesi guidati da Maria Stuarda. Così il nuovo obiettivo era avere la possibilità di espandersi con colonie nel nuovo mondo. Questo obiettivo era frenato dalla forza spagnola nei mari che impediva un'azione di forza da parte delle navi inglesi.
Soltanto in seguito alla disfatta dell'Invincibile Armata e dell'inizio della guerra corsara che l'Inghilterra ebbe un ruolo di primo piano nella colonizzazione.

## Piraterie

### Corsari

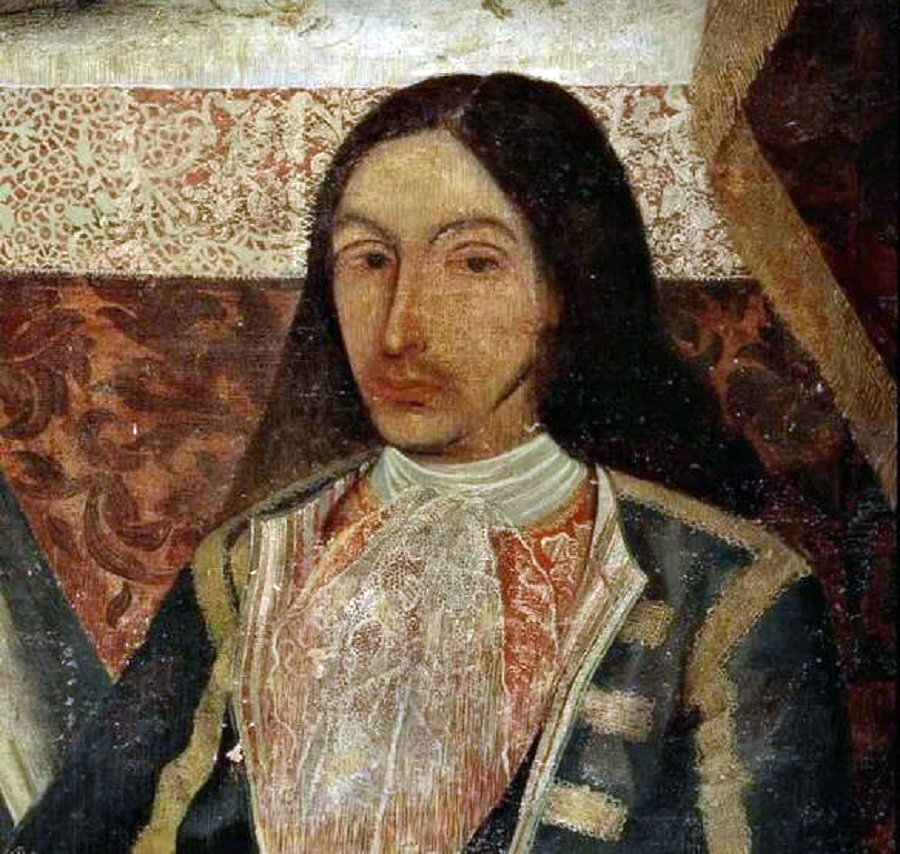
Lo spagnolo Amaro Pargo agì nei Caraibi e visse a Cuba per dieci anni.

Fu per ridimensionare la forza spagnola nei mari che la regina d'Inghilterra Elisabetta I diede ai capitani delle navi che la richiedevano una patente corsara, che garantiva loro di non far scendere la loro reputazione verso le altre nazioni, tranne quella contro cui avevano la patente di corsa, con la quale la regina dava l'autorizzazione di esercitare la pirateria contro le navi spagnole e nemiche.
I più famosi corsari furono Francis Drake, che combatté per l'Inghilterra e fu nominato baronetto dalla regina Elisabetta, e Henry Morgan, che amministrò la Giamaica per conto del re d'Inghilterra. In seguito ci furono corsari che combatterono sotto diverse bandiere. Spicca anche lo spagnolo Amaro Pargo, che commerciava frequentemente nei Caraibi mentre saccheggiava le navi delle potenze nemiche della Corona spagnola. Amaro Pargo ha vissuto per dieci anni nei Caraibi, precisamente nell'isola di Cuba, dove ha avuto discendenti.

### Bucanieri e Filibustieri
Erano di diverse nazionalità e non servivano alcun paese anche se potevano essere supportati in certe occasioni. Formarono legami stretti coi coloni ai quali svendevano le merci saccheggiate e dai quali ricevevano la possibilità di entrare nelle città per ogni più varia necessità. Le città pullulavano di pirati per via delle locande e degli altri servizi che esse offrivano.
I bucanieri erano presenti nelle navi corsare o pirata per la loro precisissima mira. Dovevano questa bravura al fatto che in genere prima di diventare pirati erano cacciatori.

## Contromisure definitive
Agli inizi del '700 i governi europei si accordarono per sconfiggere la pirateria e per ritirare le patenti corsare. Entro un decennio la pirateria nei Caraibi si poté dire debellata, anche se alcuni marinai continuarono a compiere atti di pirateria fino agli inizi dell'800 quando definitivamente la pirateria caraibica fu conclusa.